# Sumalee Montano
Sumalee Montano (ur. 1972) – amerykańska aktorka azjatyckiego pochodzenia. Od 1993 roku absolwentka Uniwersytetu Harvarda.
Znana z występów w serialach Ostry dyżur (2002–2005; jako Duvata Mahal) i Żar młodości (2007–2008; jako doktor Maya Bagano).

## Filmografia
- Bez skazy (Nip/Tuck, 2009) jako dr Wu (serial TV)
- Eating Out 3: Bierz, co chcesz (Eating Out: All You Can Eat, 2009) jako Pam
- Hancock (2008) jako prezenterka wiadomości
- Orły z Bostonu (Boston Legal, 2008) jako dr Linda Corbin (serial TV)
- Żar młodości (The Young and the Restless, 2007–2008) jako dr Maya Bagano (serial TV)
- Choose Connor (2007) jako prezenterka wiadomości
- Final Approach (2007) jako agentka ATF
- Rodzina Duque (Cane, 2007) jako Christine Kim (serial TV)
- Shark (2007) jako Arlene Pierce (serial TV)
- Lincoln Heights (2007) jako pielęgniarka Tan (serial TV)
- Danika (2006) jako reporter
- McBride: Fallen Idol (2006) jako sprzedawczyni sukienek w butiku
- Kości (Bones, 2006) jako Alexandra Combs (serial TV)
- Prezydencki poker (The West Wing, 2005–2006) jako reporterka z „Vinick” (serial TV)
- Krok od domu (Close to Home, 2005–2007) jako C.S.I. (serial TV)
- Potyczki Amy (Judging Amy, 2005) jako Helen (serial TV)
- Medium (2005) jako pielęgniarka #1 (serial TV)
- Swing (2003) jako Carol
- Save It for Later (2003) jako Sara
- Życie przede wszystkim (Strong Medicine, 2003) jako studentka medycyny (serial TV)
- Dziękuję, Zoe (Cherish, 2002) jako oficer Montano
- Ostry dyżur (ER, 2002–2005) jako Duvata Mahal (serial TV)